# Малео
 Тази статия е за селището в Италия.  За птицата вижте Малео (птица).  
Малѐо (на италиански: Maleo, на западноломбардски: Malè, Мале) е малко градче и община в Северна Италия, провинция Лоди, регион Ломбардия. Разположено е на 58 m надморска височина. Населението на общината е 3261 души (към 2012 г.).